# گل (فیلم ۲۰۰۷)
گل (به هندی: Goal) فیلمی محصول سال ۲۰۰۷ و به کارگردانی ویویک آگنیهوتری است. در این فیلم بازیگرانی همچون جان آبراهام، بیپاشا باسو، آرشاد وارسی، شرناز پاتل، بومان ایرانی، دالیپ تاهیل، راجندرانات زوتشی، سنا خان ایفای نقش کرده‌اند.